# ローランド・ヤコビ
ローランド・ヤコビ(Roland Jacobi 1893年3月9日 – 1951年5月22日)は、ハンガリーの卓球選手。

## 人物
1926年にロンドンで開催された第1回世界卓球選手権において男子シングルスで優勝した。この大会ではダブルス、団体でも優勝し3冠を達成した。